# Mîropillea, Krasnopillea
Mîropillea (în ucraineană Миропілля) este localitatea de reședință a comunei Mîropillea din raionul Krasnopillea, regiunea Sumî, Ucraina.

## Demografie
Componența lingvistică a localității Mîropillea
     Ucraineană (95,61%)
     Rusă (4,07%)
     Alte limbi (0,09%)
Conform recensământului din 2001, majoritatea populației localității Mîropillea era vorbitoare de ucraineană (95,61%), existând în minoritate și vorbitori de rusă (4,07%).